# Tjerjomusjki
Tjerjomusjki (russisk: Черёмушки) er en sovjetisk spillefilm fra 1962 af Gerbert Rappaport.

## Medvirkende
- Olga Zabotkina som Lida
- Vladimir Vasiljev som Boris
- Marina Khotuntseva som Masja
- Gennadij Bortnikov som Sasja
- Svetlana Zjivankova som Ljusja